# Beaufort-en-Argonne
Beaufort-en-Argonne is een gemeente in het Franse departement Meuse (regio Grand Est) en telt 170 inwoners (1999). De plaats maakt deel uit van het arrondissement Verdun.

## Geografie
De oppervlakte van Beaufort-en-Argonne bedraagt 10,9 km², de bevolkingsdichtheid is 15,6 inwoners per km².
De onderstaande kaart toont de ligging van Beaufort-en-Argonne met de belangrijkste infrastructuur en aangrenzende gemeenten.

## Demografie
Onderstaande figuur toont het verloop van het inwonertal (bron: INSEE-tellingen).